# Gary Gardner
Pour les articles homonymes, voir Gardner.
Gary Gardner, né le 29 juin 1992 à Solihull, est un footballeur anglais qui évolue au poste de milieu de terrain à Cambridge United.
Il est le frère du joueur professionnel Craig Gardner.

## Biographie

### En club
Le 24 novembre 2011, Gary Gardner est prêté à Coventry City jusqu'au 3 janvier suivant. Cependant, le 21 décembre il revient à Aston Villa. 
Le 12 février 2014, il est prêté à Sheffield Wednesday.
Le 26 août 2014, il est prêté à Brighton & Hove.
Lors de la saison 2018-2019, Gardner est prêté à Birmingham City avec qui il inscrit deux buts en quarante-deux matchs. Il s'engage définitivement avec le club de Birmingham le 5 juin 2019.
Le 16 juillet 2024, il rejoint Cambridge United.

### En sélection nationale
Il fait ses débuts en équipe d'Angleterre espoirs le 5 septembre 2011 lors d'un match contre Israël, n'ayant jamais joué un match professionnel. Le 10 novembre 2011, il marque ses deux premiers buts pour les espoirs lors d'un match contre l'Islande. 